# Włodzimierz Kowalski
Włodzimierz Kowalski (ur. 17 kwietnia 1889 w Marszałkach, zm. 8 sierpnia 1969 w Rawiczu) – podpułkownik piechoty Wojska Polskiego, działacz niepodległościowy, kawaler Orderu Virtuti Militari, uczestnik I wojny światowej, powstania wielkopolskiego, wojny polsko-bolszewickiej i II wojny światowej.

## Życiorys
Urodził się w nauczycielskiej rodzinie Seweryna i Ewy z domu Kostrzewskiej. Ukończył seminarium nauczycielskie w Kcyni i od 1910 pracował jako nauczyciel w Nidomiu i Mielżynie (pow. witkowski) oraz Panigrodzu i Czerlinie (pow. wągrowiecki). W 1914 został powołany do służby wojskowej i jako podporucznik armii niemieckiej brał udział w I wojnie światowej. Przyjechał w grudniu 1918 do Gołańczy, gdzie włączył się do akcji przygotowującej powstanie wielkopolskie.
24 grudnia 1918 mianowany został komendantem okręgu wojskowego w Gołańczy przez Wydział Wojskowy Powiatowej Rady Ludowej w Wągrowcu. Zorganizował tam ochotniczą kompanię gołaniecką i wyzwolił z nią 1 stycznia 1919 Kcynię. Od 2 stycznia zastępca komendanta wojskowego na powiat wągrowiecki i szef sztabu batalionu, który powstawał na tym terenie. Z rozkazu Dowództwa Głównego podjął akcję opanowania terenu po Noteć. 6 stycznia koncentrycznym atakiem powstańców zdobył Chodzież, ale 7 stycznia, na skutek niemieckiego przeciwuderzenia z Piły utracił to miasto. W dniu następnym kierował ponownym szturmem na Chodzież. Wyznaczony został 23 stycznia 1919 komendantem batalionu wągrowieckiego. Dowodząc III odcinkiem Frontu Północnego od 20 stycznia do 1 kwietnia kierował walkami na linii od Sarbi do Margonina. Dowódca IV odcinka Frontu Północnego (Kcynia) od 20 kwietnia do maja.
Po zakończeniu walk wyjechał do Wojskowej Szkoły Sztabu Generalnego w Warszawie, a w 1920 będąc jej absolwentem objął funkcję szefa sztabu VII Brygady Rezerwowej. 30 listopada 1920 został wyznaczony na stanowisko szefa sztabu 23 Rezerwowej Dywizji Piechoty. Mianowany w grudniu 1921 zastępcą dowódcy 61 pułku piechoty w Bydgoszczy. Na własną prośbę w stopniu majora odszedł w lutym 1922 do rezerwy i prowadził gospodarstwo rolne w Krukówku w pow. wyrzyskim. Działał też w oświacie rolniczej i spółdzielczości bankowej. W latach 1923–1924 był oficerem rezerwowym 61 pułku piechoty w Bydgoszczy. Został zweryfikowany w stopniu majora ze starszeństwem z dniem 1 czerwca 1919. W 1923 zajmował 162. lokatę w korpusie oficerów rezerwowych piechoty.
1 września 1927 powrócił do czynnej służby wojskowej. Początkowo służył jako dowódca baonu w 69 pp. w Gnieźnie, a od 1 grudnia 1927 r. w 58 pp. w Poznaniu. 1 stycznia 1932 r. otrzymał awans na stopień podpułkownika piechoty ze starszeństwem od 1 stycznia 1932 r. z 27 lokatą. 1 marca 1932 został przeniesiony do 18 pułku piechoty w Skierniewicach na stanowisko zastępcy dowódcy pułku . 1 lipca 1933 został mianowany komendantem Korpusu Kadetów Nr 3 (od 1936 – Korpus Kadetów Nr 2) w Rawiczu.
25 sierpnia 1939 dowodził ewakuacją Korpusu Kadetów Nr 2 z Rawicza do Lwowa. 21 września 1939 dostał się do niemieckiej niewoli. Przebywał w Oflagu VII A w Murnau, w którym kierował obozowymi kursami wojskowymi. Po uwolnieniu i powrocie do kraju zamieszkał w Rawiczu. Tam zmarł 8 sierpnia 1969 i został pochowany na miejscowym cmentarzu.
Był żonaty z Marią Kończak i miał dzieci: Seweryna (ur. 1913), Romualda (ur. 1915), Aleksandrę (ur. 1917), Andrzeja (ur. 1919), Barbarę Marię (ur. 1920).
Włodzimierz Kowalski był autorem wspomnień z walk powstania wielkopolskiego, które ukazały się drukiem w „Księdze pamiątkowej Związku Towarzystw Powstańców i Wojaków” – 1925.

## Ordery i odznaczenia
- Krzyż Srebrny Orderu Wojskowego Virtuti Militari nr 8472[1] – 8 kwietnia 1921 „za walki z niemcami w Poznańskiem”[6][7]
- Krzyż Niepodległości – 17 września 1932 „za pracę w dziele odzyskania niepodległości”[8][9][10][11]
- Złoty Krzyż Zasługi – 22 grudnia 1928 „za wybitne zasługi, położone w powstaniu wielkopolskim”[12][13]
- Medal Pamiątkowy za Wojnę 1918–1921 – 20 maja 1928
- Medal Dziesięciolecia Odzyskanej Niepodległości – 11 listopada 1929
- Wielkopolski Krzyż Powstańczy – 19 lutego 1958[14]